# Concattedrale di Maria Santissima di Romania

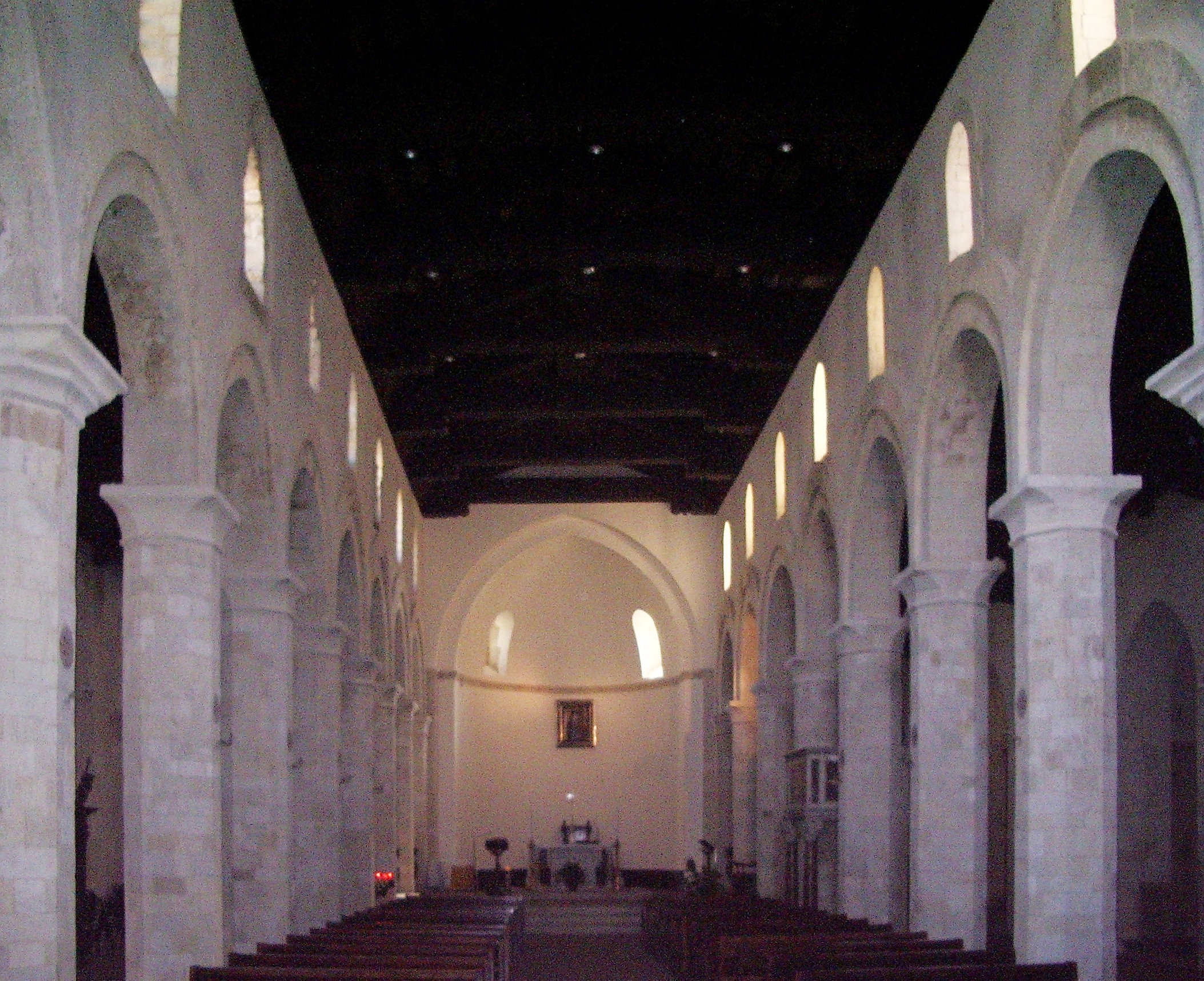
Interno

La concattedrale di Maria Santissima di Romania è situata a Tropea ed è concattedrale della diocesi di Mileto-Nicotera-Tropea.

## Storia e descrizione
Venne edificata intorno al XII secolo ad opera dei Normanni. 
Durante il Seicento, l'edificio fu trasformato in stile barocco e allungato di 12 metri.
Subì molti danni a causa dei molteplici terremoti ed ebbe numerosi restauri.
A sviluppo longitudinale, a tre navate in stile normanno, la struttura venne interamente costruita in conci di tufo giallino e pietra lavica.
L'interno ospita l'icona della santa patrona della città, la Vergine di Romania.
Particolare attenzione merita il maestoso Crocifisso Nero, proveniente probabilmente dalla Francia e databile non prima del 1600. In fondo alla navata laterale destra si trova l'organo a canne Tamburini opus 189, costruito nel 1938.